# Josip Horvat Međimurec
Josip Horvat (Čakovec, 18. veljače 1904. – Zagreb 2. lipnja 1945.), hrvatski slikar.

## Životopis
Josip Horvat, hrvatski slikar, rođen je 18. veljače 1904. godine od oca Dragutina Horvata i majke Marije r. Kos u Čakovcu. Pučku školu je završio u Čakovcu, gimnaziju VIII. razreda u Velikoj Kaniži i Pešti. Završio je Akademiju likovnih umjetnosti u Beču počevši od 1917. Profesori na bečkoj Akademiji su mu bili Karl Kohn i slikar Robert Fuchs (1896. – 1981.). 
Svoje djelovanje je počeo u Zagrebu 1924. godine. Kako je Antun Ullrich bio mecena mnogih umjetnika u Zagrebu, tako je i Josip Horvat imao atelje u Mesničkoj ulici br. 25 zahvaljujući Ullrichu. 
U razdoblju od 1931. godine obolijeva od tuberkuloze kostiju (desne bedrene kosti), kao posljedice zatvaranja u Kraljevini Jugoslaviji, i nakon desetak operacija mu je u prosincu 1942. godine amputirana desna noga. Od tada hoda uz pomoć drvene proteze. Od 1931. do 1941. godine stanuje u ulici Mošinskog br. 31, a od 1941 do 1945. godine u Deželićevoj 55.
Zagrebački industrijalac Antun Res, pripadnik Družbe "Braća Hrvatskog Zmaja" naručuje za svečanu dvoranu na Ozlju ulja na platnu velikih dimenzija s temama iz povijesti Hrvata kao što su "Krunjenje kralja Tomislava", "Smrt Petra Svačića - bitka pod Gvozdom" i sl., a trebao je uraditi i sliku prikaza bitke kod Siska 1593. te sliku prikaza ustanka u Rakovici. Od 5. veljače 1930. godine služi se i nadimkom "Međimurec", kako bi ga razlikovali od novinara i publiciste Josipa Horvata koji je rođen u Čepinu. 
Josip Horvat Međimurec stupa u hrvatsku kopnenu vojsku dana 1. kolovoza 1941. Ulazak u vojsku nije bio radi ratovanja nego radi zaposlenja i priskrbivanja sredstava za život crtanjem i slikanjem. Prvi dani u domobranstvu su vezani za pukovnika Peru Blaškovića, koji je također bio član Družbe "Braća Hrvatskog Zmaja", a radno mjesto je dobio zahvaljujući preporukama Emilija Laszowskog. Od 14. ožujka 1942. je u novinarskom odjelu MinOrS-a. Tako i nastaje 8 promidžbenih crteža u "Hrvatskom domobranu" i pet ulja na platnu: "Drugarstvo" (scena gdje domobran nosi preko ramena drugog ranjenog domobrana), "Nijemci u zasjedi", "Straža na Trebeviću" te dva portreta vojnika u odori. Od 1. siječnja 1943. je u odgojnom odjelu MinOrS-a za ratno slikarstvo pri Akademiji likovnih umjetnosti. U odjelu ratnog slikarstva – prosvjetnička bojna bili su i Ivan Kožarić (sada akademik HAZU-a), Stevan Binički, Antun Župan, Dragan Sax, Alfred Petričić, Valerije Michieli, Milan Vulpe, Ivan Švertasek i Matko Peić, a Josip Horvat je bio voditelj ratnog slikarstva u činu satnika (tri trolista u domobranstvu – VII činovnički razred). Svoj položaj koristi za pomaganje ljudima bez razlike na vjeru i nacionalnu pripadnost. Umjetnici su ga zvali: Šepavi.
Tijekom 1944. godine je započeo rad na izradi slike "Bitka kod Siska 1593." za koju za sada postoje dvije studije i to: Stari grad Sisak  - ulje na platnu; Studija prostora - pejzaž - suhi pastel. Slika nikad nije urađena.
Do 1945. godine djeluje u Međimurskom prosvjetnom društvu u Zagrebu.

### Nasilna smrt
Po ulasku u Zagreb, komunističke partizanske vlasti ga odvode iz Deželićeve 55, te ga 2. lipnja 1945. strijeljaju. Presuda je napisana naknadno, 7. rujna 1945. broj 160/45.II. Mjesto ukopa se ni danas ne zna. Do sada nije pronađen tekst presude. Na mikrofilmovima Hrvatskog državnog arhiva za građu koja se nalazi u Vojno-istorijskom muzeju u Beogradu, te za građu u Hrvatskom državnom arhivu i Državnom arhivu u Zagrebu postoje presude do broja 159/45, a prva sljedeća je 167/45. I te presude koje postoje su bez obrazloženja i bez dokaza krivice, a veliki broj je napisan u dva-tri reda.
Andrija Maurović, Stevan Binički, Ivo Vojvodić, Jovo Subić i Slavko Zore su pred "Anketnom komisijom za utvrđivanje zločina putem kulturne suradnje s okupatorom", 7. kolovoza 1945., svjedočili da im je Josip Horvat, slikar, pomogao tijekom rata i da je bio antifašist.

## Ulja na platnu
Dvoboj Jurja Zrinskog s turskim begom, (1936., Hrvatski povijesni muzej); 
Smrt Nikole Zrinskog u Kuršanečkom lugu kod Čakovca (1928.); 
Smrt Zrinskog i Frankopana; 
Jutro; 
Kralj Tomislav na prijestolju (veljača 1941., Hrvatski povijesni muzej); 
Baka (portret Elizabete Kluković bake Josipa Horvata); 
Dama u žutoj haljini; 
Grički krovovi; 
Čempresi; 
Tušakanac; 
Mošinskog ulica (Današnja Nazorova ulica u Zagrebu, na br. 31); 
Stara jabuka; 
Barun Zdenko Turković Kutjevski (1928., privatno vlasništvo)
Motiv iz Štrigove; Motiv iz Čakovca;
Obala u Trpnju; 
Ulica u Trpnju; 
Bura; 
Nijemci u zasjedi (1942., Hrvatski povijesni muzej); 
U predvečerje; Ždrilo; 
Majka; 
Ulaz u Trpanjsku luku; 
„Deva“ Trpanj; 
Južni vjetar; 
Srpanjsko jutro; 
„Maještral“; 
Pred burom; 
Glava M.D.; 
Ozalj; 
Motiv sa Sljemena; 
Boxi (pas generala Pere Blaškovića); 
Kosci; 
Portret A.M.; 
Iz Trpnja; 
Rolf (glava psa); 
Na izvoru; 
Portret M.H. (Marije Horvat r. Perčec, Josipova žena); 
Glasnik; 
Portret M.T.; 
Na ulici; 
Studija za kralja Tomislava; 
Rekvijem posljednjih Zrinskih (1929.) ; 
Studija za smrt Petra Svačića 1; 
Studija za Smrt Petra Svačića 2; 
Pogibija Petra Svačića-bitka na Gvozdu(za svečanu dvoranu u Ozlju); 
Pećine; 
Dolazak Hrvata na Kosovo (1930. Hrvatski povijesni muzej); 
Časna majka Marija Terezija Scherer (1930.); 
Smrt kneza Zdeslava (Sedeslava, dimenzije ≈167•300 cm, 1928.); 
Sv. Vid (kapelica u Petruševcu – Zagreb, 1934., Danas župa Sv. Vida, Petruševec-Zagreb); 
Presveto Srce Marijino (zastava za Samobor, 1934.); 
Svečanost žetve (Narodni običaji koji izumiru); 
Kupačice; 
Portret Antuna Urllicha (1936., u privatnom vlasništvu); 
Trpanj; 
Krunjenje kralja Tomislava (za svečanu dvoranu u Ozlju dimenzije 297•434 cm, 1938., Hrvatski povijesni muzej); 
Straža na Trebeviću (1942., privatno vlasništvo); 
Glava 1 (1942.); 
General Matasić (1942.); 
Glava 2 (1942.); 
Jesen (1944.); 
Autoportret (1940. – 1943.); 
Pejzaž s pastirom; 
Stari grad Sisak (1944., studija za bitku kod Siska 1593.); 
Pejzaž s vojnikom; 
Fra Grga Martić (1929. privatno vlasništvo); 
Portret g-đe Branke Krsnik (1940. Galerija Stari grad, Đurđevac, pod nazivom "Žena u crvenoj košulji"); 
Portret djevojčice Jelene Matošić s lutkom (1940., privatno vlasništvo);
Lov sa sokolom; 
Pejzaž (suhi pastel, studija prostora za sliku bitka kod Siska 1593.);
Večernji pozdrav.

## Crteži za knjigu "Knez Zoran" od Dragutina Nemeta (1929.)
Pripovijesti iz prošlosti prije doseljavanja na Balkan – staroslavenska mitologija. Za tu je knjigu Josip Horvat uradio tri ulja na platnu koja su reproducirana u boji i 71 crtež. Sve vezano za tematiku knjige.

## Slike za romane Marije Jurić Zagorke
Od studenog 1929. godine Josip Horvat Međimurec radi slike u tehnikama lavirani tuš i bijela tempera na papiru za romane Marije Jurić Zagorke koji u nastavcima izlaze u tadašnjem Jutarnjem listu. Za IV dio Gričke vještice pod nazivom "Suparnica Marije Terezije" i roman "Proročanstvo sa Kamenitih vrati" naslikao je više od 70 slika formata 265x180 mm. U to vrijeme je urednik Jutarnjeg lista bio Josip Horvat (novinar i publicista iz Čepina). Iz razloga razlikovanja od 5. veljače 1930. godine Josip Horvat Međimurec se potpisuje i s dodatnim slovom M kod potpisivanja svojih slika.

## Crteži tušem za knjigu „Hrvatska povijest djedova unuku“ od Marka Šeparovića (1936., 1938.)
Portret prof. Marka Šeparovića (olovka); Crkvica sv. Donata na Krku; Solin: Manastirine; Tomislav, prvi hrvatski kralj; Peristel Dioklecijanove palače i spomenik Grguru ninskom; Baščanska ploča; Knin; Pogibija Petra Svačića; Trogir; Trogirka Katedrala, portal; Medvedgrad; Ban Pavao Šubić; Jajce; Split u XVII. stoljeću; Bihać u XV. stoljeću; Knez Krsto Frankopan; Marko Marulić; Klis; Cetingrad; Varaždinski grad; Nikola Jurišić; Knez Nikola Šubić Zrinski Sigetski; Mehmed paša Sokolović; Korćula; Matija Gubec; Pogibija Matije Gubca; Šibenska katedrala svetog Jakova; Kneževa palača u Dubrovniku; Grad Sisak; Ban Tomo Bakač Erdedi; Senj; Silvije Strahimir Kranjčević; August Šenoa; Ban Nikola Zrinski; Knez Fran Krsto Frankopan; spomen stup banu Nikoli Zrinskom u Kuršanečkom lugu; Ban Petar Zrinski; Grad Čakovec u doba Zrinskih; Grad Ozalj; Jelena kneginja Zrinska; Dubrovnik; Crkva sv. Katarine u Zagrebu; Serežanin; Zagreb (Kaptol i Grič); Matija Antun pl. Reljković; Andrija Kačić Miošić; Spomenstup hrvatske himne; Antun pl. Mihanović; Dr. Ljudevit Gaj; Ivan pl. Kukuljević Sakcinski; Ban Josip Jelačić; Zagrebačka katedrala s biskupskim dvorom; Kardinal nadbiskup Haulik; Biskup Josip Juraj Štrosmajer; Dr. Franjo Rački; Eugen Kvaternik; Dr. Ante Starčević; Dr. Iso Kršnjavi; Stjepan Radić; Dr. Vladko Maček; Stjepan Radić (olovka) 

## Crteži tušem za knjigu „Tatari u Hrvatskoj“ Milutina Mayera (1941.)
Za ovu knjigu je Josip Horvat uradio sedam crteža tušem:
Otmičar vraća djevojku Stjepku; 
Katarina i Stjepko; 
U crkvi; 
Predah vojnika; 
Katarinina molitva; 
Obrana tvrđave; 
Bitka s Tatarima.

## Ostalo
U Nacionalnoj i sveučilišnoj knjižnici nalazi se 56 crteža u tehnici grafitna olovka, tuš, gvaš. Ti crteži su došli u Nacionalnu i sveučilišnu knjižnicu konfiskacijom iz Mesničke 25 zajedno s oko 200 knjiga. Ti crteži predstavljaju jedan dio opusa koji je rađen tijekom kratkog života Josipa Horvata.
Na Ozlju se nalaze crteži - portreti Velimira Deželića, Širole i Emilija Laszowkog
Ciklus 1918. – 1941.
Ciklus od 14 crteža predstavlja sve ono što su Hrvati preživljavali za vrijeme diktature u vrijeme Kraljevine Jugoslavije. Tako jedan crtež predstavlja zatvorenika s obješenim ciglama za spolovilo.

## Izložbe
- Umjetnički paviljon 16. – 30. XI. 1928.;
- Salon Ullrich 25. XI. – 4. XII. 1936.;
- Salon Ullrich 16. – 28. II. 1941.;
- Strossmayerova galerija 22. VII. – 11. VIII. 1942 „Slikarski dojmovi sa ratišta“;
- Umjetnički paviljon 22. XI. – 13. XII. 1942.  „II izložba hrvatskih umjetnika u Nezavisnoj državi Hrvatskoj“;
- Umjetnički paviljon 10. – 31. X. 1943. „III izložba hrvatskih umjetnika u Nezavisnoj državi Hrvatskoj“;
- Umjetnički paviljon 17. VI. – 9. VII. 1944. „IV izložba hrvatskih umjetnika u Nezavisnoj državi Hrvatskoj“.

### Izložbe nakon smrti
- „Historijsko slikarstvo u Hrvatskoj“, Zagreb 1969. (Slika "Krunjenje kralja Tomislava", 1938., Hrvatski povijesni muzej)
- „Gradovi i krajevi na slikama i crtežima od 1800. do 1940“, Zagreb 1977. (Slika "Stari grad Sisak", 1944. studija za sliku prikaza bitke kod Siska, Hrvatski povijesni muzej)

## Galerija radova
| Kralj Tomislav na prijestolju, ulje na platnu, veljača 1941. | Krunidba kralja Tomislava, ulje na platnu, 1938. | Smrt Petra Svačića - Bitka pod Gvozdom, ulje na platnu, 1941. | Fra Grga Martić, ulje na platnu, 1929. | Pred burom, ulje na platnu, oko 1936. iz Trpnja, poluotok Pelješac. |

| Ilustracija za roman Marije Jurić Zagorke, tuš, bijela tempera na papiru, 1931. | Plavokosa curica, ulje na šperploči, 999x553 mm, 1934. | Pod zidom u Zagrebu, ulje na šperploči, oko 1928. | Sjeverni portal šibenske katedrale, ulje na platnu, 1942. | Sveti Vid, ulje na platnu, 1934. |

| Portret Branke Krsnik, ulje na platnu, oko 1940. | Portret baruna Zdenka Turkovića Kutjevskog, ulje na platnu, 1928. | Portret djevojčice Jelene s lutkom, ulje na platnu, 1940. | Portret Antuna Ullricha, ulje na platnu, 1936. | Domobran na Trebeviću, ulje na platnu, 1942. |

| Pred ulazom, ulje na šperploči, oko 1933. | Pejzaž s rijekom, ulje na platnu, 90x142 mm, oko 1933. | Ribič na rijeci, ulje na platnu,90x130 mm, oko 1933. | Studija pejzaža za sliku bitke kod Siska, suhi pastel, 1944. | Park u jesen, ulje na platnu, 1944. |

| Dolazak Hrvata na Kosovo, ulje na platnu, 1930. |

## Vanjske poveznice
- Kratki životopis u Hrvatskom biografskom leksikonu
- Josip Horvat Međimurec, autor monumentalnih prizora iz hrvatske prošlosti, zatajeni je i zaboravljeni akademski slikar (video)
- Prikaz nekih od Horvatovih slika
- Župa Sv. Vida Petruševec Zagreb
- Slika "Kralj Tomislav na prijestolju" od Josipa Horvata Međimurca  Arhivirana inačica izvorne stranice od 16. travnja 2011. (Wayback Machine)